# NGC 1557
NGC 1557 est un groupe d'étoiles situées dans la constellation de l'Hydre mâle. 
L'astronome britannique John Herschel a enregistré la position de ces quatre étoiles le 24 novembre 1834.